# Thomas Bellut

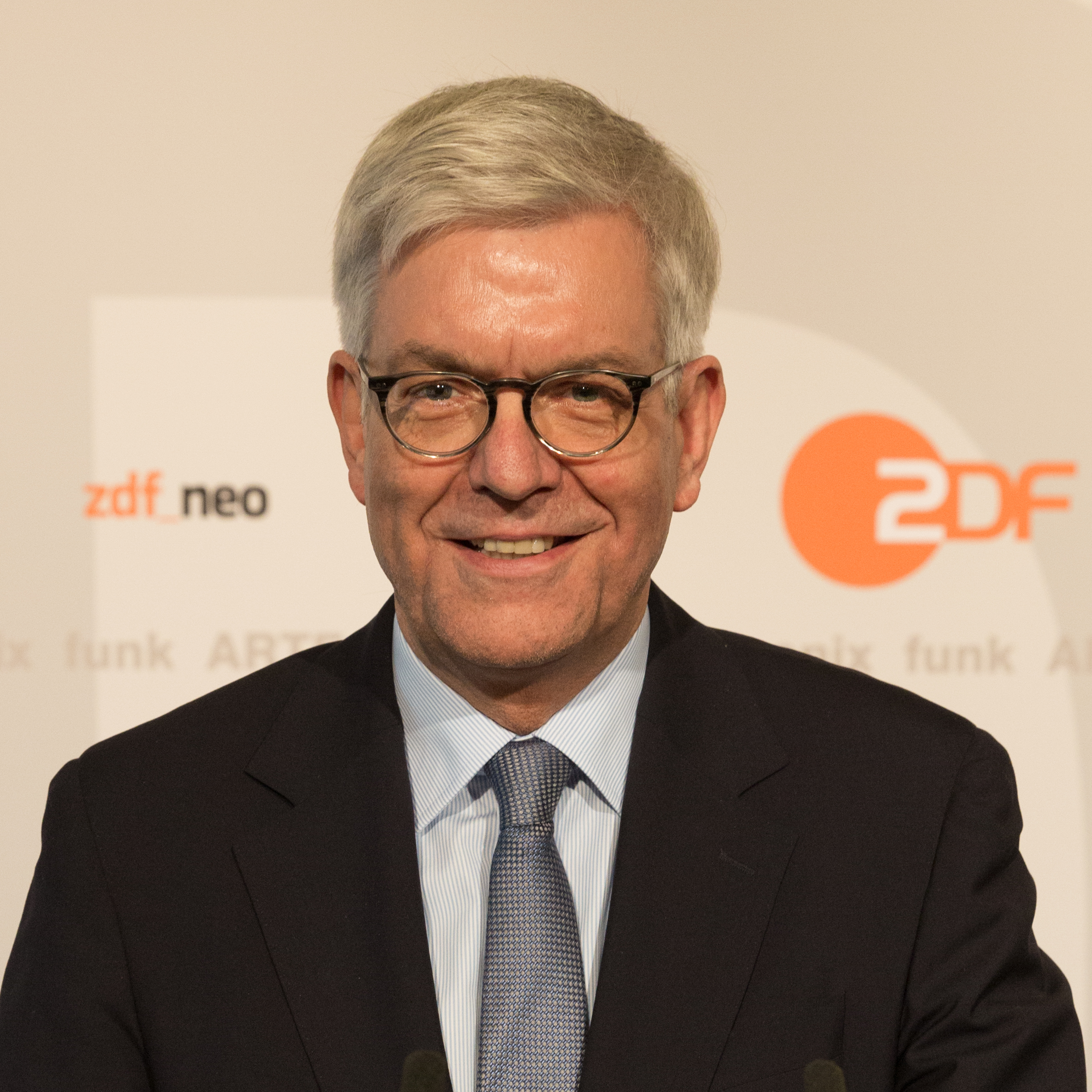
Thomas Bellut (2016)

Thomas Bellut (* 8. März 1955 in Osnabrück) ist ein deutscher Publizist und Journalist. Von März 2012 bis März 2022 war er Intendant des Zweiten Deutschen Fernsehens.

## Leben und Karriere
Thomas Bellut wuchs in Neuenkirchen-Vörden im Landkreis Vechta in Niedersachsen auf. Nach dem Abitur 1974 am Gymnasium Antonianum in Vechta studierte Bellut von 1975 bis 1982 Politikwissenschaft, Geschichte und Publizistik an der Westfälischen Wilhelms-Universität Münster. Das Studium schloss er mit einer Promotion ab. Er war Stipendiat der Konrad-Adenauer-Stiftung. Bevor Bellut zum Fernsehsender ZDF ging, arbeitete er von 1983 bis 1984 bei der Tageszeitung Westfälische Nachrichten in Münster.
Zunächst war er Redakteur des Länderspiegels und für das ZDF Korrespondent in Berlin und wurde 1988 Referent des Programmdirektors Oswald Ring mit Zuständigkeit für Sendungen wie Familienmagazin und Reiselust, deren Leitung er 1990 übernahm. 1992 wurde er Redaktionsleiter für Sondersendungen und das Magazin blickpunkt. Ab 1997 leitete er die Hauptredaktion Innenpolitik und moderierte ZDF-Sonder- und Wahlsendungen, das Politbarometer, ZDF spezial und Was nun, …?.
Von 2002 bis 2012 war Bellut der Programmdirektor des ZDF. Neben zahlreichen Reformen brachte er die heute-show ein und machte damit das Genre Infotainment im deutschen Fernsehen populär.
Wie 2014 bekannt wurde, war Bellut als Programmdirektor 2007 beim ZDF in eine umstrittene Ranglistenkorrektur der Fernsehsendung Unsere Besten involviert. Hierbei wurde das Votingergebnis zur beliebtesten Bands Deutschland verändert, da organisierte Fans durch Blockvotings das Ergebnis der Erstplatzierung manipuliert hätten. Bereits im Jahr 2005 wurden bei der Bandnominierung rechtsextreme Gruppen in die Liste der Nominierungen eingeschleust. Aus diesem Grund erfolgte schließlich durch den Sender eine Herabsetzung der Stimmzahl der Band Böhse Onkelz. Die Platzierung der Band wurde vom 1. auf den 25. Platz geändert.
Am 17. Juni 2011 wurde er zum Nachfolger des ZDF-Intendanten Markus Schächter gewählt. Bellut trat das Amt am 14./15. März 2012 an.

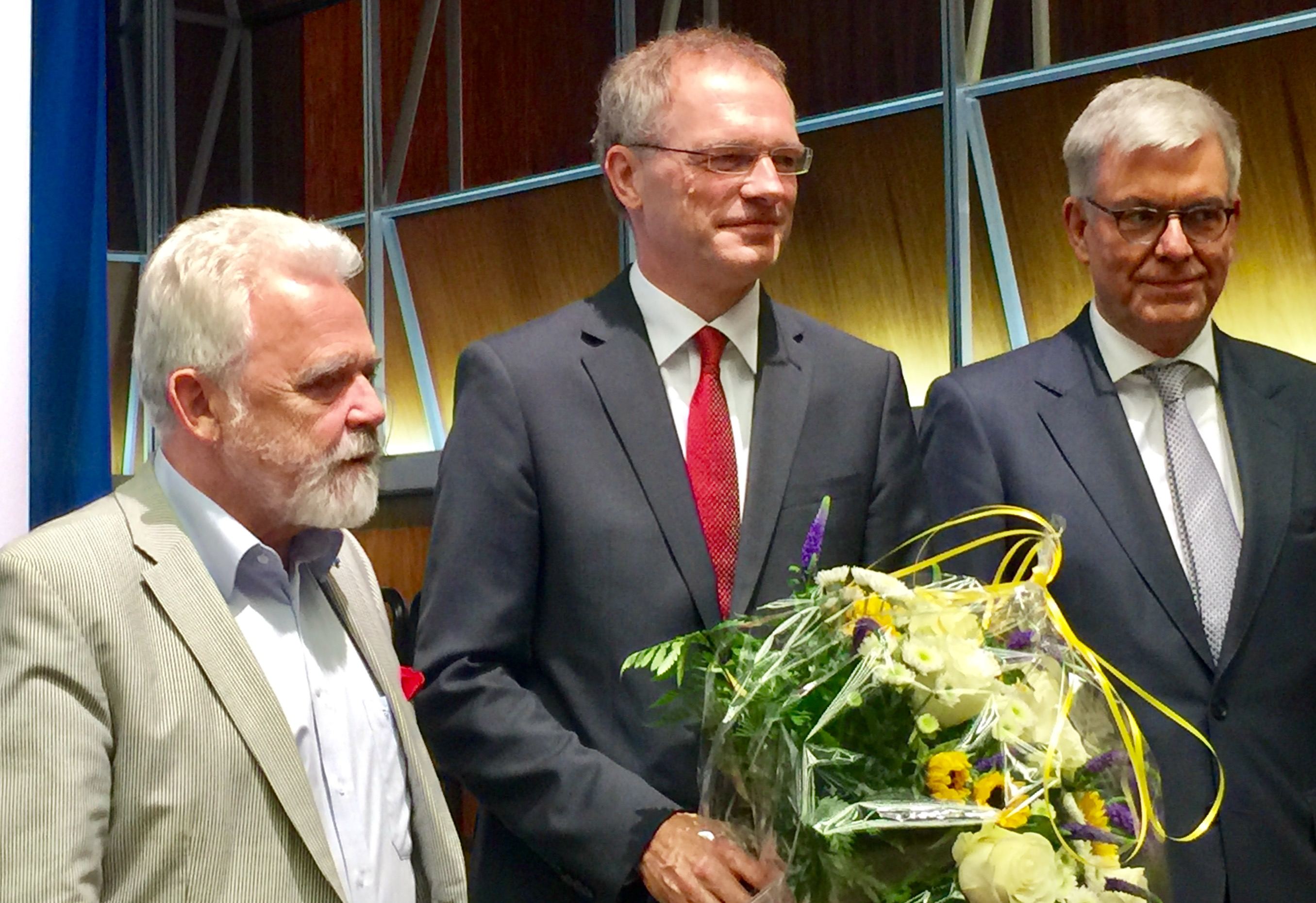
Bellut mit dem neuen Intendanten des Deutschlandradios Stefan Raue, links dessen Vorgänger Willi Steul (2017)

Bellut kündigte im Oktober 2012 drastische Veränderungen sowie konsequente Einsparungen im ZDF-Programm an. Unter seiner Leitung wurden jahrelange Erfolgsserien wie Forsthaus Falkenau und Der Landarzt abgesetzt. Bellut verpflichtete Markus Lanz als neuen Moderator der Samstagabendshow Wetten, dass..?. Am 18. September 2015 wurde er für eine zweite Amtszeit ab März 2017 wiedergewählt. Gemeinsam mit der ARD wurde unter Bellut ein Online-Kanal für junge Zuschauer konzipiert, der am 1. Oktober 2016 unter dem Namen funk startete.
Belluts Programmpolitik und Aussagen zur Klimawissenschaft wurden teilweise kritisiert. Er sagte 2021: „Klima ist wichtig, aber danach kommt das nächste Thema. Themen ändern sich ständig.“ Bellut wurde auch für fehlende Berichterstattung zur Klimakrise kritisiert. Bellut äußerte bezüglich umstrittener Aussagen des Leiters der ZDF-Umweltredaktion über Kohlekraftwerke, Volker Angres, er „könne einen Verstoß gegen den Grundsatz der wahrheitsgetreuen Berichterstattung […] nicht erkennen“.
Seit dem 20. August 2014 ist Bellut Verwaltungsrats-Vorsitzender des Deutschlandradios.
Thomas Bellut wurde im November 2021 für sein Lebenswerk in New York mit dem International Emmy Directorate Award ausgezeichnet. Er widmete den Award „den Journalisten, die nicht frei arbeiten können“. Die Laudatio bei der Preisübergabe hielt Basketballspieler Dirk Nowitzki, der dabei die Wichtigkeit eines stark aufgestellten und unabhängigen öffentlich-rechtlichen Rundfunks und das positive Wirken von Bellut hervorhob. Ursprünglich sollte der Preis bereits 2020 verliehen werden, die Veranstaltung wurde jedoch wegen des Infektionsgeschehens in den USA während der COVID-19-Pandemie  abgesagt.
Belluts zweite Amtszeit als Intendant endete am 14. März 2022. Am 2. Juli 2021 wählte der ZDF-Fernsehrat im dritten Wahlgang den bisherigen ZDF-Programmdirektor Norbert Himmler zu seinem Nachfolger. Die Rückstellungen des ZDF für Belluts Rente betrugen im Jahr 2019 5,38 Millionen Euro.

## Privates
Bellut ist mit Hülya Özkan verheiratet, mit der er zwei Kinder hat.